# Can't Wait Too Long
«Can't Wait Too Long» (también conocida como "Been Way Too Long") es una canción escrita por Brian Wilson para la banda de rock estadounidense The Beach Boys. La canción data de 1967, y nunca fue terminada por el grupo. En 2008, Brian Wilson grabó en solitario "Can't Wait Too Long" para su álbum solista That Lucky Old Sun.

## Composición
La versión de The Beach Boys consiste en una elaborada colección de pistas vocales e instrumentales comparables a "Good Vibrations" y "Heroes and Villains". Incluye una línea melódica interpretada instrumentalmente sin letras cantadas, una línea de bajo que se asemeja a la versión de SMiLE de "Wind Chimes", además de varias secciones de coro y una sección media vocal. Fue grabada a lo largo de 1967 y 1968, después de las sesiones del abortado Smile. El 11 de febrero de 1980, se intentaron regrabar doblajes en las grabaciones originales de finales de 1960.
Brian Wilson canta las voces principales. Hay muy poca lírica. La frase de título se canta varias docenas de veces, alternando a veces con "been away too long baby". En otra parte es una copla simple: "I miss you darlin' / I miss you so hard" que evidentemente estaba destinado a ser seguido con "So come back baby / and don't break my heart", se puede escuchar a Wilson instruyendo a los demás beach boys. El final de la melodía sigue en una disposición inspirada en R&B. Hay un riff de bajo que había sido etiquetado durante años como una pieza de sesión que era parte de la suite "Heroes and Villains" - consulte el álbum pirata Unsurpassed Masters Vol. 17.

## Recepción
El biógrafo David Leaf dijo: "[la canción] no necesita análisis ni descripción más que decir que es una pieza increíble de música... secciones de ella son lo suficientemente completas como para ser un excelente ejemplo de cómo Brian, en las palabras de Van Dyke Parks, 'saturaraba de música la cinta'".

## Publicaciones
La canción fue editada en forma de collage de sonido en septiembre de 1990, como un bonus track en la reedición de CD compilando dos álbumes de The Beach Boys en un disco Smiley Smile/Wild Honey. Una edición más corta de la canción también fue lanzada en junio de 1993 en la antología de cinco CD del grupo, Good Vibrations: Thirty Years of The Beach Boys. En la última versión, se escucha a Brian Wilson instruyendo a su hermano Carl en otras letras que nunca fueron grabadas. En mayo de 2001, una versión de la canción de 51 segundos a cappella fue publicada en el disco dos del álbum de recopilaciones de rarezas Hawthorne, CA de The Beach Boys. Esta misma versión vuelve a aparecer en el box set Made in California de 2013. En 2017 apareció una versión alternativa de la canción en 1967 – Sunshine Tomorrow.